# BS (satélite)
BS (acrônimo de Satellite Broadcasting) foi uma série de satélites de telecomunicações japoneses operados pela Telecommunications Satellite Company of Japan (TSCJ). A frota de satélite foi projetada para eliminar áreas do Japão com problemas em recepção de televisão e desenvolver a tecnologia sobre satélites de radiodifusão.

## Satélites
| Satélite | Fabricante                   | Data do lançamento      | Veículo de lançamento | Estado                | Nota                              |
| -------- | ---------------------------- | ----------------------- | --------------------- | --------------------- | --------------------------------- |
| BSE      | GE Astro                     | 07 de abril de 1978     | Delta 2914            | Inativo               | Também conhecido por Yuri 1       |
| BS-2A    | GE Astro                     | 23 de janeiro de 1984   | N-2 Star-37E          | Inativo               | Também conhecido por Yuri 2A      |
| BS-2B    | GE Astro                     | 12 de fevereiro de 1986 | N-2 Star-37E          | Inativo               | Também conhecido por Yuri 2B      |
| BS-2X    | GE Astro                     | 22 de fevereiro de 1990 | Ariane-44L H10        | Lançamento fracassado | Anteriormente denominado de STC-1 |
| BS-3A    | NEC GE Astro Martin Marietta | 28 de agosto de 1990    | H-1 UM-129A (9 SO)    | Inativo               | Também conhecido por Yuri 3A      |
| BS-3B    | NEC GE Astro Martin Marietta | 25 de agosto de 1991    | H-1 UM-129A (9 SO)    | Inativo               | Também conhecido por Yuri 3B      |
| BS-3H    | GE Astro                     | 18 de abril de 1991     | Atlas I               | Lançamento fracassado | Anteriormente denominado de STC-2 |
| BS-3N    | NEC GE Astro Martin Marietta | 25 de agosto de 1991    | Ariane-44L H10+       | Inativo               | Também conhecido por Yuri 3N      |